# 松戸新田駅

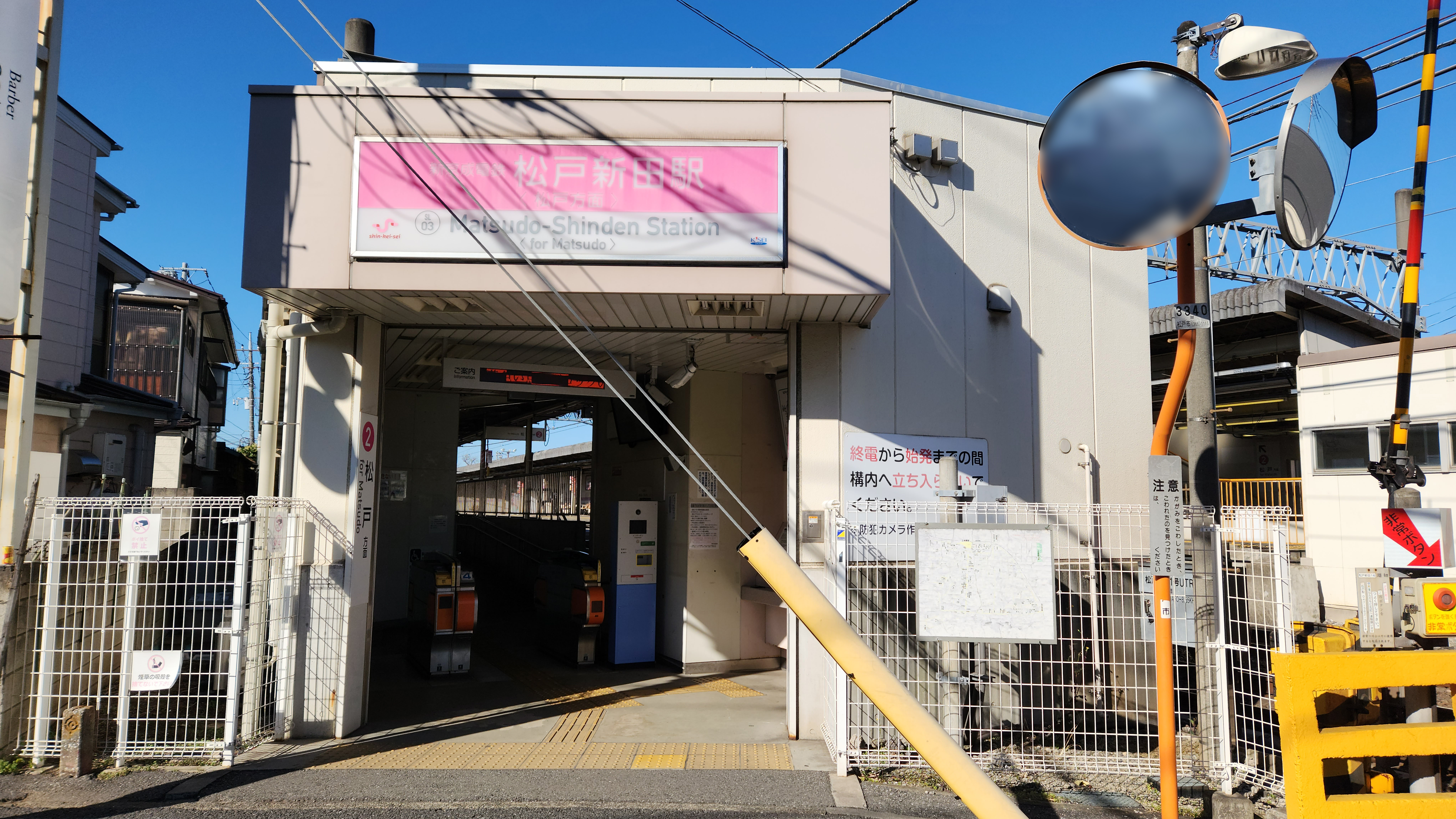
南口（2023年1月）

松戸新田駅（まつどしんでんえき）は、千葉県松戸市松戸新田にある、京成電鉄松戸線の駅である。駅番号はKS86。

## 歴史
- 1955年（昭和30年）4月21日：新京成電鉄新京成線の駅として開業。
- 2007年（平成19年）12月1日：2番ホーム（松戸方面）に南口改札を設置、遠隔監視システム導入[1]（管理駅：松戸駅）。
- 2014年（平成26年）2月：駅番号「SL03」を設定[2]。
- 2025年（令和7年）4月1日：新京成電鉄が京成電鉄への吸収合併に伴い、京成電鉄松戸線の駅となる。同時に駅番号をSL03からKS86に変更[3]。

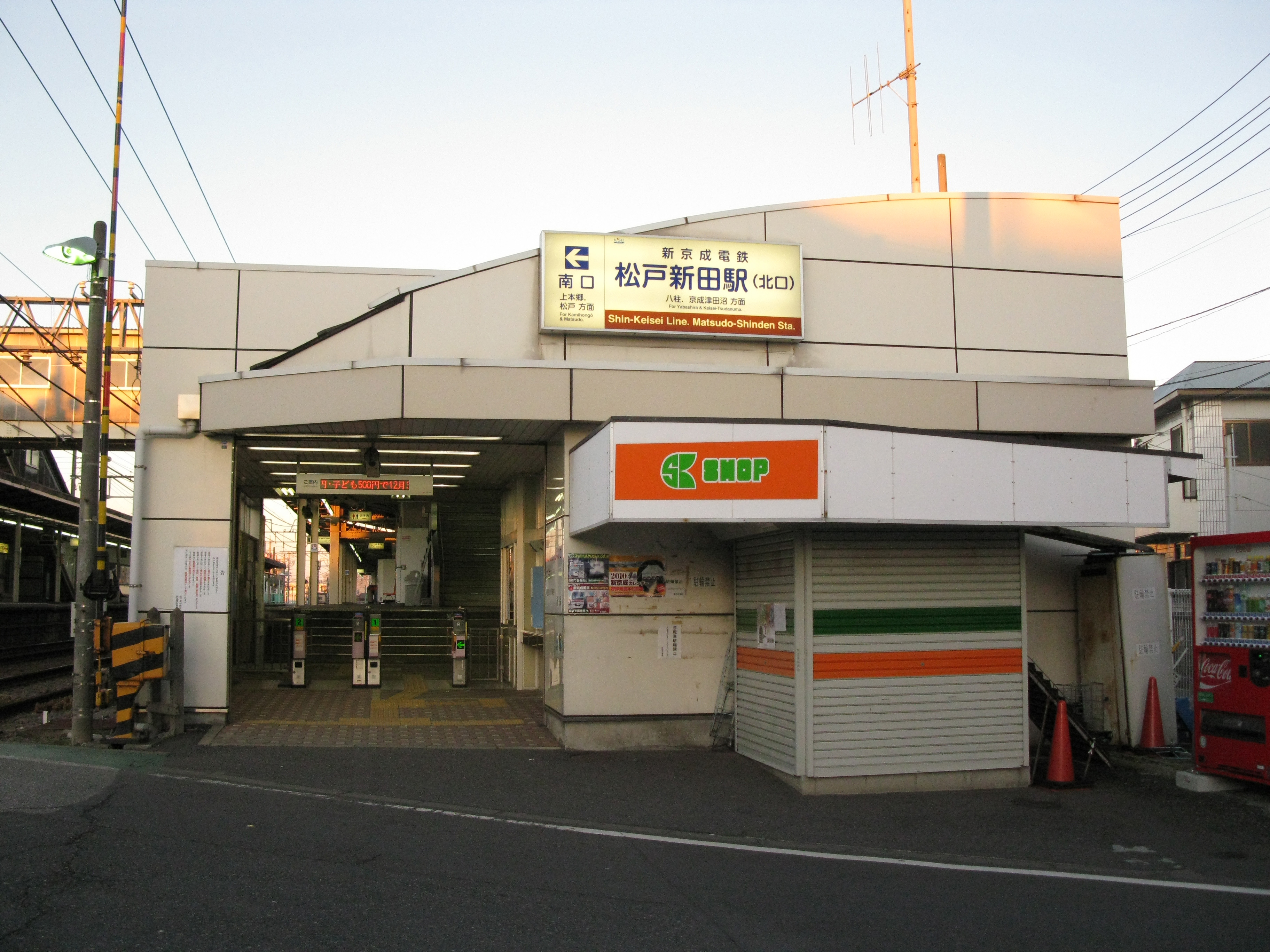
駅名看板更新前の北口（2010年1月）
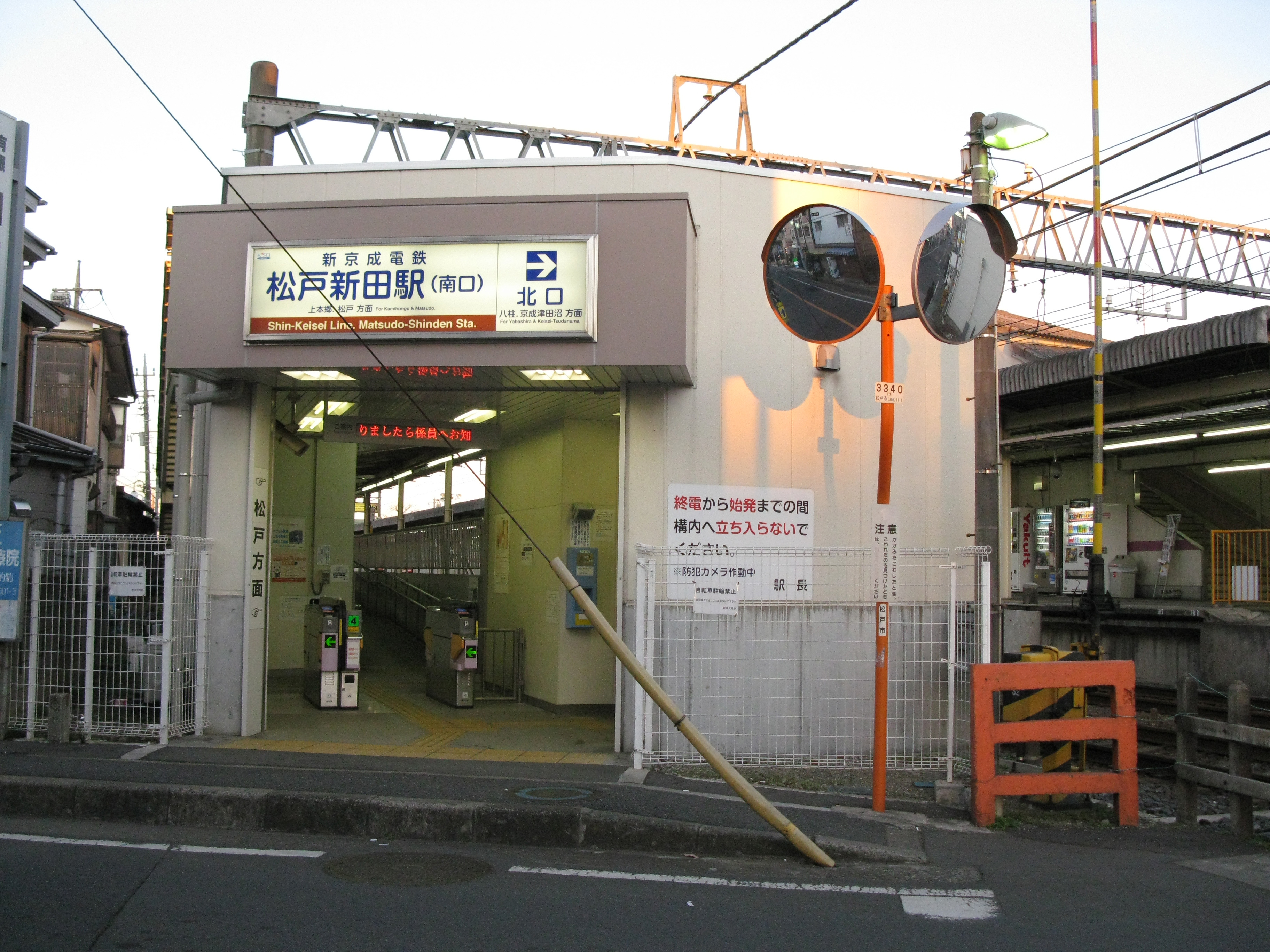
駅名看板更新前の南口（2010年1月）

## 駅構造
相対式ホーム2面2線を有する地上駅。
開業以来、駅舎は1番線ホーム側のみに設置されていたが、2007年（平成19年）12月1日に2番線ホームに直結する新駅舎が完成し、供用を開始した。なお、1・2番線ホーム間を連絡する跨線橋は老朽化による撤去のため、2024年（令和6年）2月29日をもって閉鎖され、以降は改札内での両ホームの往来ができなくなった。
改札口付近には「券面書画台」と称する読み取りカメラつきインターホンが4台設置され、乗り越し精算や旅客と係員の通話に使用されている。そのほか、通常のインターホンはホームなどに10台設置されている。

### のりば
| 番線 | 路線   | 方向 | 行先                                                     |
| ---- | ------ | ---- | -------------------------------------------------------- |
| 1    | 松戸線 | 下り | 八柱・新鎌ヶ谷・北習志野・新津田沼・京成津田沼・千葉方面 |
| 2    | 松戸線 | 上り | 松戸方面                                                 |

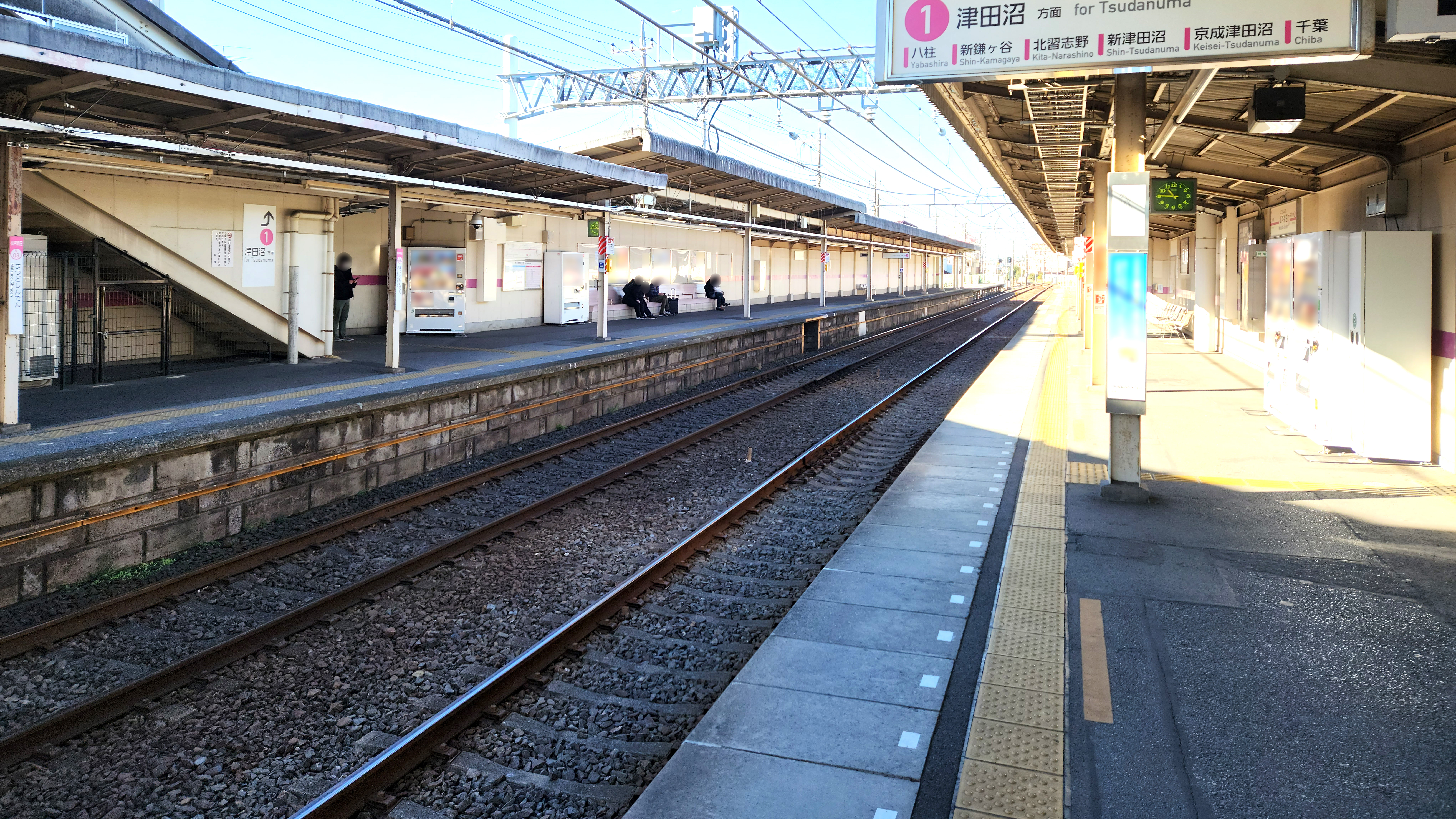
駅ホーム（2023年1月）

## 利用状況
2024年度の一日平均乗降人員は7,315人である。近年の推移は下表の通り。
| 年度               | 一日平均 乗降人員 | 一日平均 乗車人員 |
| ------------------ | ----------------- | ----------------- |
| 2007年（平成19年） |                   | 2,723             |
| 2008年（平成20年） |                   | 2,876             |
| 2009年（平成21年） |                   | 2,915             |
| 2010年（平成22年） |                   | 3,003             |
| 2011年（平成23年） |                   | 2,973             |
| 2012年（平成24年） |                   | 3,105             |
| 2013年（平成25年） |                   | 3,153             |
| 2014年（平成26年） |                   | 3,114             |
| 2015年（平成27年） |                   | 3,193             |
| 2016年（平成28年） |                   | 3,256             |
| 2017年（平成29年） |                   | 3,238             |
| 2018年（平成30年） |                   | 3,324             |
| 2019年（令和元年） | 6,681             | 3,332             |
| 2020年（令和02年） | 5,353             |                   |
| 2021年（令和03年） | 6,043             |                   |
| 2022年（令和04年） | 6,737             |                   |
| 2023年（令和05年） | 7,138             |                   |
| 2024年（令和06年） | 7,315             |                   |

## 駅周辺

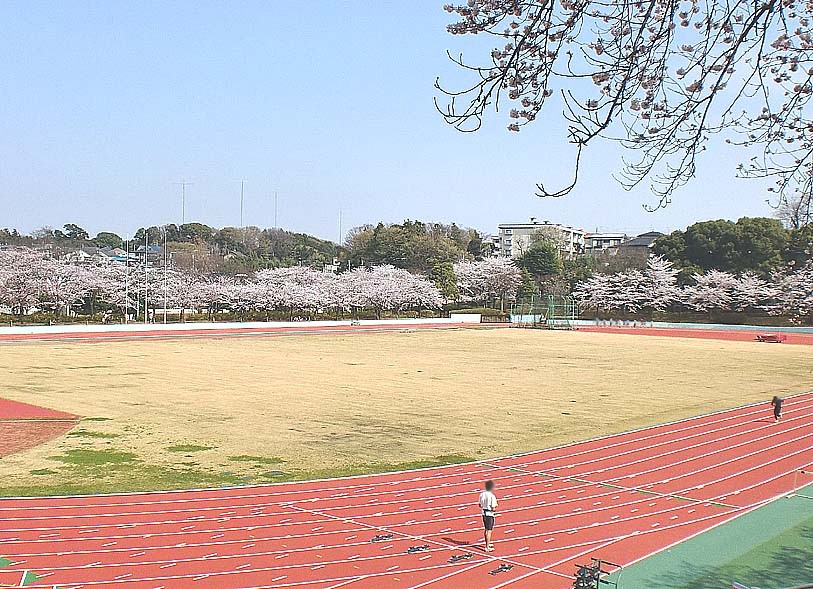
松戸運動公園（陸上競技場）

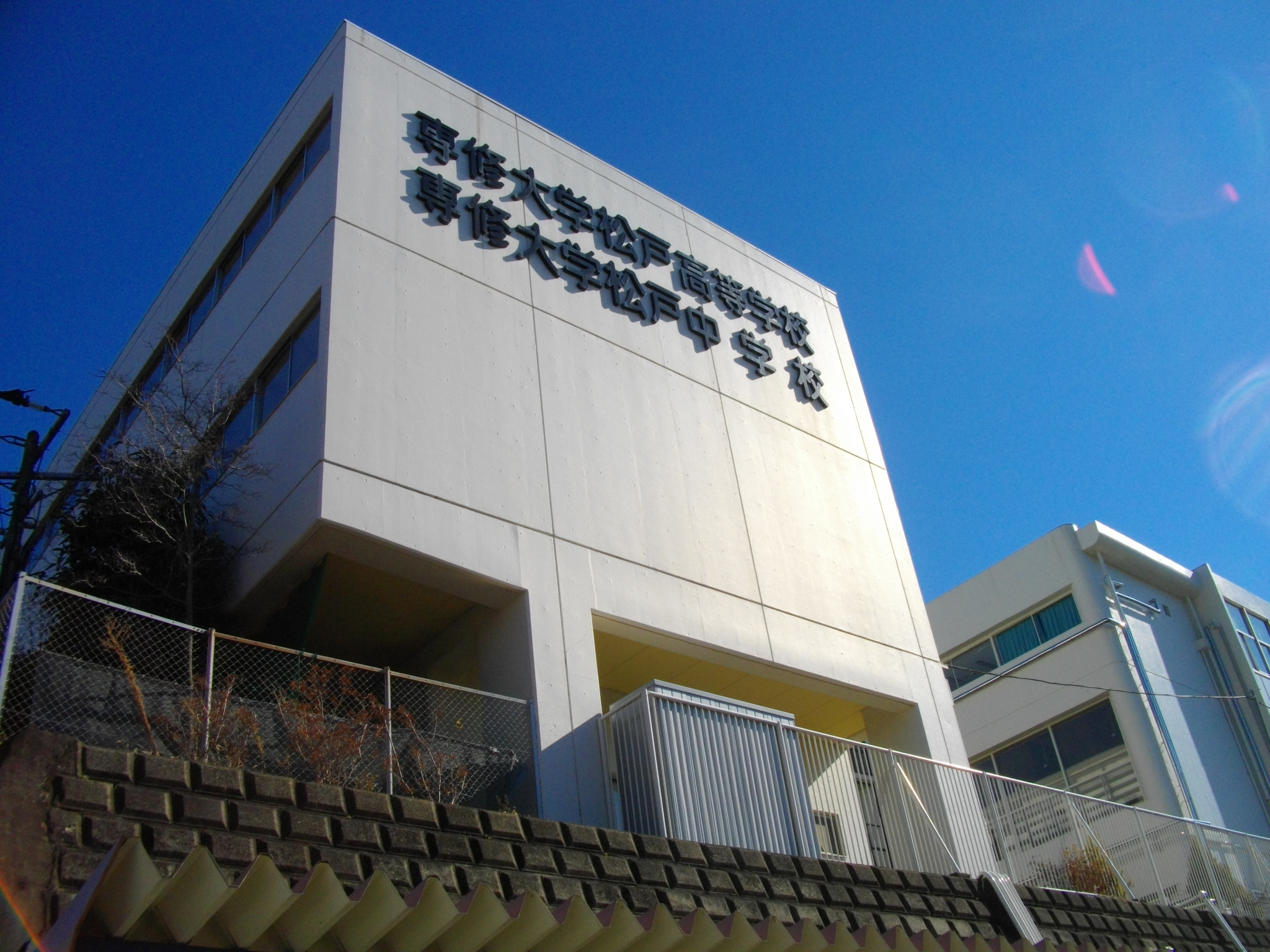
専修大学松戸中学校・高等学校

江戸時代、江戸川沿いから始まった新田開発に因んだ駅名であるが、水田の面影はなく市街地・住宅地が広がる。隣のみのり台駅は直線距離にして600メートル、上本郷駅は700メートルしか離れておらず、当駅のホームからみのり台駅の駅舎を確認することができる。駅南側（約500メートル先）には千葉県道281号松戸鎌ケ谷線が走る。
- 松戸市立総合医療センター
- 松戸市立総合医療センター附属看護専門学校
- 専修大学松戸中学校・高等学校
- 千葉県立松戸高等学校
- 松戸市立第六中学校
- 松戸市立上本郷小学校
- 松戸市立上本郷第二小学校
- 松戸市立松ケ丘小学校
- 松戸上本郷郵便局
- 京葉銀行 松戸新田支店
- グリーンマークシティー松戸新田（2007年10月開店）
  - サミット 松戸新田店
  - トモズ
- 業務スーパー 松戸新田店
- マツモトキヨシ 松戸新田店
- クリエイトSD松戸上本郷店
- 松戸運動公園（市民プール、陸上競技場、体育館、ナイター設備付き野球場など）
- 湯楽の里 松戸店
- セレクション 松戸店

## 隣の駅
京成電鉄
 松戸線
上本郷駅 (KS87) - 松戸新田駅 (KS86) - みのり台駅 (KS85)